# Officio sanctissimo
Officio sanctissimo ist eine Enzyklika von Papst Leo XIII., die er am 22. Dezember 1887 an das bayrische Episkopat sandte und in der er „über die Kirche in Bayern“ schrieb.

## Kirche in Bayern
Er beginnt mit den Worten: „Geleitet durch die „heiligste Pflicht“ (Officio sanctissimo) des Apostolischen Amtes, wende ich mich an die Bischöfe in Bayern“ und verweist auf seine Enzyklika (Iampridem vom 6. Januar 1886) und die Situation des Katholizismus in Preußen, diese Bedenklichkeit sei jedoch im Königreich Bayern noch nicht erreicht.

## Exhortatio
Grundsätzlich ermahnt und ermuntert (exhortiert) er den bayrischen Klerus, in seiner Arbeit und seinem Schaffen nicht nachzulassen. Den Bischöfen komme eine besondere Stellung im Verhältnis zu Kirche und Staat zu. Unterstützend fügt er ein Schreiben seines Vorgängers Pius IX. an, der darin die Ernsthaftigkeit des Glaubens und die Verteidigung der Kirche in Bayern lobte.

## Die Aufgabe der Bischöfe
Die Bischöfe leiten die ihnen zugewiesenen Teilkirchen durch Rat, Zuspruch, Beispiel, aber auch in Autorität und heiliger Vollmacht. Diese Gewalt, die sie im Namen Christi persönlich ausüben, kommt ihnen als eigene, ordentliche und unmittelbare Gewalt zu, auch wenn ihr Vollzug letztlich von der höchsten kirchlichen Autorität geregelt wird und im Hinblick auf den Nutzen der Kirche oder der Gläubigen mit bestimmten Grenzen umschrieben werden kann. Kraft dieser Gewalt haben die Bischöfe das Recht und die Pflicht, Gesetze für ihre Untergebenen zu erlassen, Urteile zu fällen und alles, was zur Ordnung des Gottesdienstes und des Apostolats gehört, zu regeln. Ihnen ist die beständige tägliche Sorge für ihre Diözesen, im vollen Umfang anvertraut. Sie sind nicht als Stellvertreter der Bischöfe von Rom zu verstehen, denn sie haben eine ihnen eigene Gewalt inne und heißen in voller Wahrheit Vorsteher des Volkes, das sie leiten.  Diese Aussage wurde in einem späteren Kirchendokument übernommen.

## Die Priesterausbildung
Um die jüngsten Mitglieder des Klerus in ihren Aufgaben zu stärken, sei es von großer Bedeutung, ihnen eine gute Ausbildung zukommen zu lassen. Die jungen Priester dürften sich nicht alleingelassen fühlen, um gegen die „falschen Philosophen“ und das „Böse“ zu bestehen.

## Schulen und Kirche
Er beschreibt des Weiteren die Situation an den Schulen Bayerns und fordert die Erhaltung der Religionsschulen, dabei erteilt er der „gemischten Schule“ aber auch der Teilnahme an „religionsgemeinschaftlichen Unterrichten und Veranstaltungen“ eine Absage, gleichzeitig warnt er vor falschen Lehrern und Professoren. Es sei die vorrangigste Pflicht der Kirche und des Klerus, die katholischen Schulen zu erhalten und die christliche Erziehung voranzutreiben.

## Handlungsfreiheit der Kirche
Er räumt der Kirche und den Bischöfen ein, dass sie im Rahmen ihrer Tätigkeit eine Handlungsfreiheit besitzen würden, die zum Wohl der Kirche sei, aber auch zum Wohl der Gesellschaft. Diese Aussage findet auch in einem neueren Kirchendokument Beachtung.